# Dodirni mi kolena
Dodirni mi kolena drugi je studijski album srbijanskog pop sastava Zana. Album je 7. rujna 1982. godine objavila diskografska kuća Jugoton.
Televizija Beograd iste godine je snimila istoimeni video album.
Album je grupi donio veliku popularnost na području bivše Jugoslavije.

## Popis pjesama
Glazba: Radovan Jovićević, Zoran D. Živanović.
| 1. | »Majstor za poljupce« | Marina Tucaković      | 2:50 |
| 2. | »Bar jednom nedeljno« | Tucaković, Tini Varga | 3:14 |
| 3. | »Čamac na vodi«       | Tucaković             | 3:46 |
| 4. | »Noć u šatoru uzdaha« | Tucaković             | 2:51 |
| 5. | »Pričalica«           |                       | 3:00 |

| Druga strana | Druga strana            | Druga strana | Druga strana | Druga strana | Druga strana | Druga strana | Druga strana | Druga strana | Druga strana |
| Br.          | Skladba                 | Tekstopisac  | Trajanje     |              |              |              |              |              |              |
| ------------ | ----------------------- | ------------ | ------------ | ------------ | ------------ | ------------ | ------------ | ------------ | ------------ |
| 6.           | »Dodirni mi kolena«     | Tucaković    | 4:48         |              |              |              |              |              |              |
| 7.           | »13 je moj srećan broj« | Tucaković    | 3:25         |              |              |              |              |              |              |
| 8.           | »Gledam kroz prozor«    | Tucaković    | 3:36         |              |              |              |              |              |              |
| 9.           | »Via Amerika«           | Zana Nimani  | 3:50         |              |              |              |              |              |              |
| 31:20        |                         |              |              |              |              |              |              |              |              |

## Zasluge
Zana
- Zana – vokali
- Kikamac – sintisajzer, glasovir prateći vokali
- Bogdan – bas-gitara, prateći vokali
- Igor – akustična gitara, električna gitara
- Paja – bubnjevi
- Radovan Jovićević – gitara

Dodatni glazbenici
- Bylla Gunnar Byllin – udaraljke
- Goran Nilsson – saksofon
- Tini – sintisajzer

Ostalo osoblje
- Tini Varga – ton majstor, producent
- Mirko Ilić – dizajn
- Nenad Vasiljević – fotografija